# Чуйка (село)
Чуйка (рос. Чуйка) — село Турочацького району, Республіка Алтай Росії. Входить до складу Бійкінського сільського поселення.
Населення — 86 осіб (2015 рік).